# Wasp
Wasp (Janet van Dyne) fiktivna je superheroina koja se pojavljuje u američkim stripovima koje je objavio Marvel Comics. Napravili su je Stan Lee, Ernie Hart i Jack Kirby, a lik se prvi put pojavio u Tales to Astonish # 44 (lipanj 1963.). Obično se prikazuje sa sposobnošću da se smanji na visinu od nekoliko centimetara, leti insektnoidnim krilima, ispušta moćne eksplozije električne energije iz ruku i kontrolira kukce (iako se rijetko koristi ovom sposobnošću). Osnivačica je Avengera i dugogodišnji vođa tima.
U svibnju 2011. Wasp je postavljena na 99. mjesto na IGN-ovom popisu Top 100 komičnih heroina svih vremena, a 26. na njihovom popisu Top 50 osvetnika 2012. godine. Godine 2013. postala je peti najveći Marvelov Osvetnik svih vremena.
Lik Janet van Dyne ima cameo u filmu Ant-Man iz 2015. i pojavljuje se u nastavku Ant-Man i Wasp gdje ju je glumila Michelle Pfeiffer.

## Dizajn
Dok je u 1970-ima radio na Osvetnicima, umjetnik George Pérez obnavljao je karakterni kostim nekoliko puta što je značajno utjecalo na razvoj lika.